# Punctoterebra japonica
Punctoterebra japonica é uma espécie de gastrópode do gênero Punctoterebra, pertencente a família Terebridae.

## Descrição
O comprimento da concha varia entre 20 mm a 47 mm.

## Distribuição
Esta espécie marinha é encontrada ao longo do Japão.